# 蓬莱韦克奶酪
蓬莱韦克奶酪（法語：Pont-l'Évêque）產自法國的諾曼第卡尔瓦多斯省的蓬莱韦克。蓬莱韦克奶酪有著淡棕黃色的外殼，因成熟過程中經常以鹽水洗刷外殼，令外殼留有陣陣的辛辣味，濃郁非常，芝士肉為黃色，質地柔軟，上面有些小洞眼。